# Tibouchina longifolia
Tibouchina longifolia là một loài thực vật có hoa trong họ Mua. Loài này được (Vahl) Baill. miêu tả khoa học đầu tiên năm 1877.

## Hình ảnh

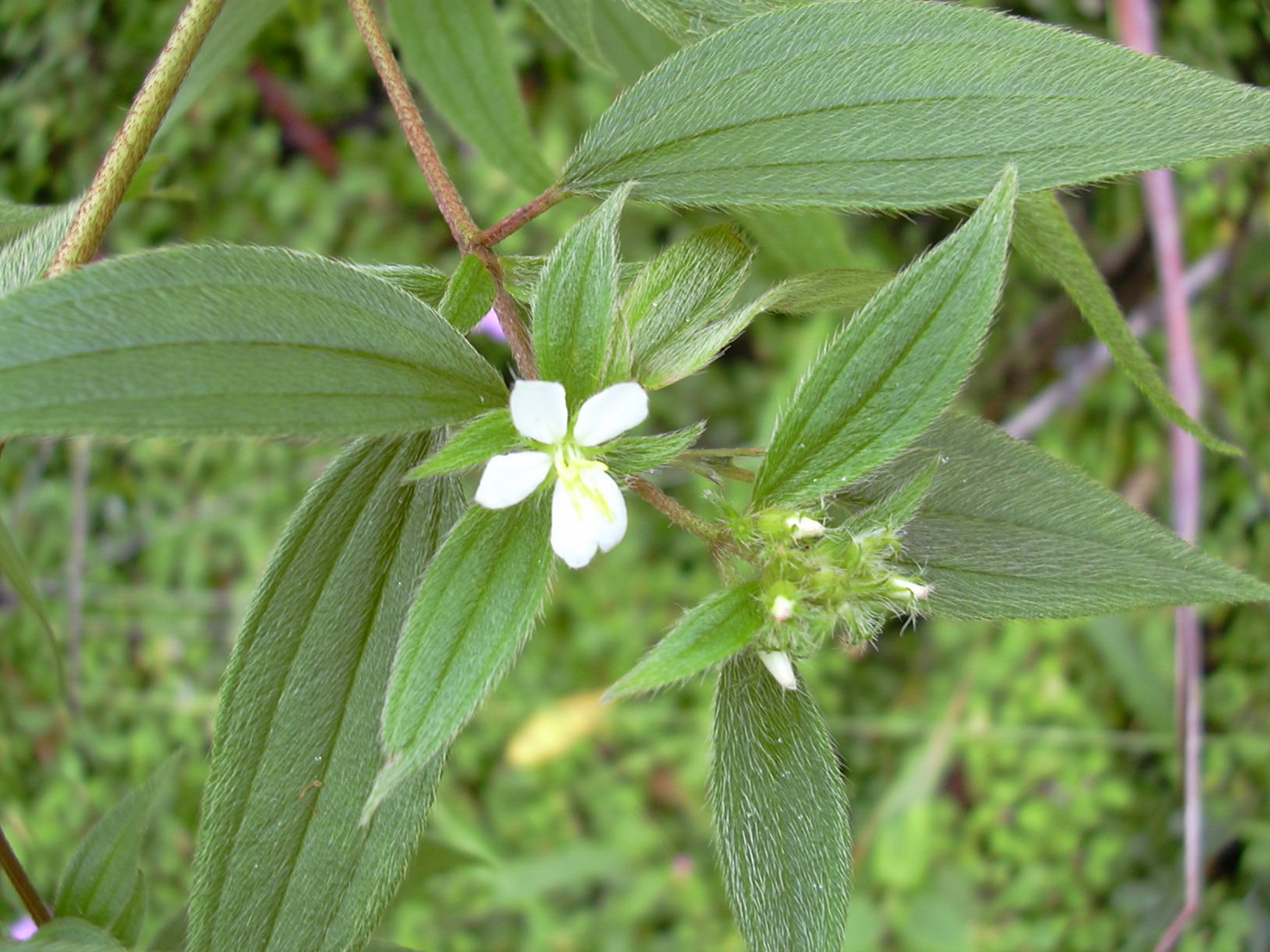
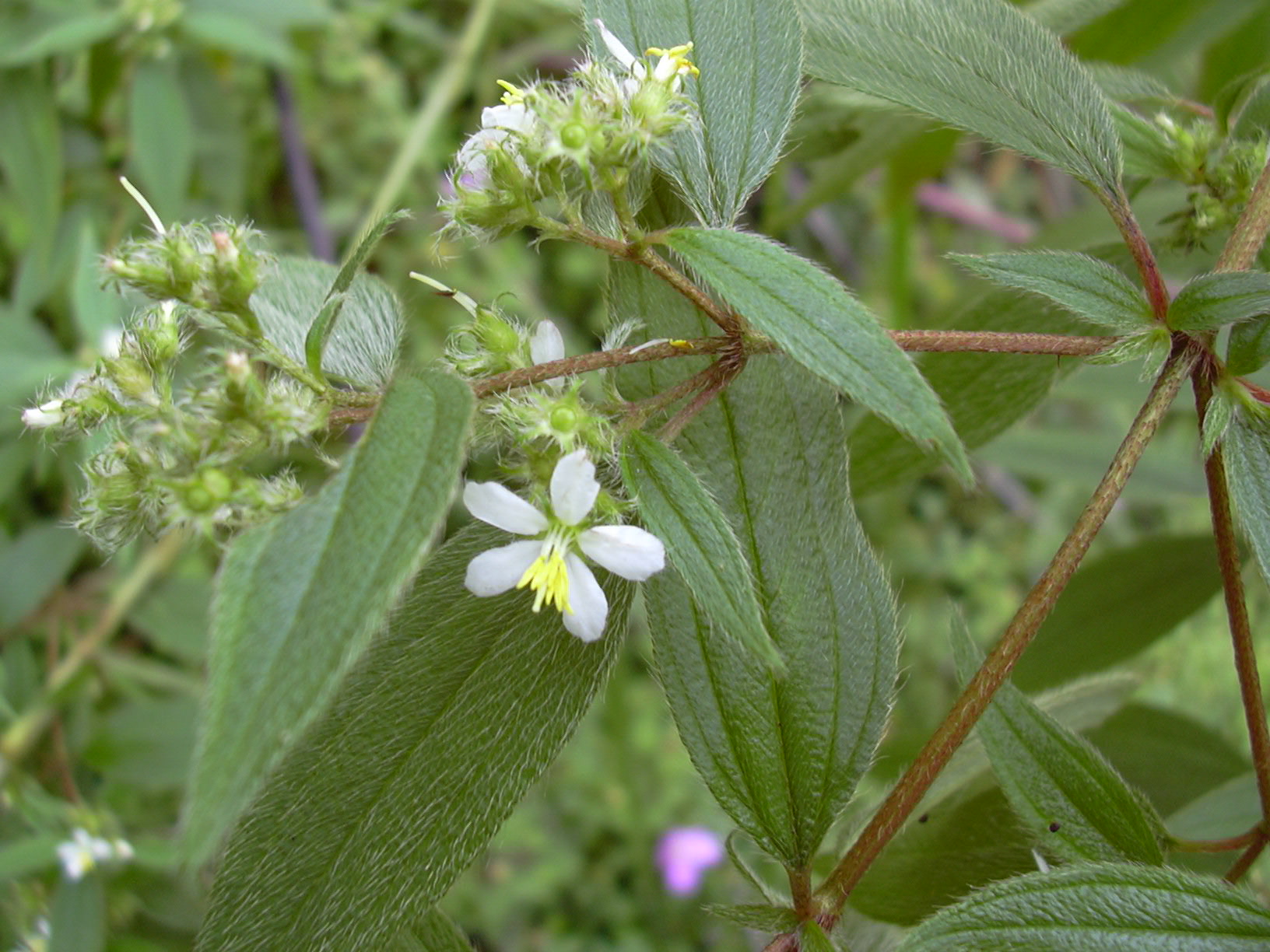
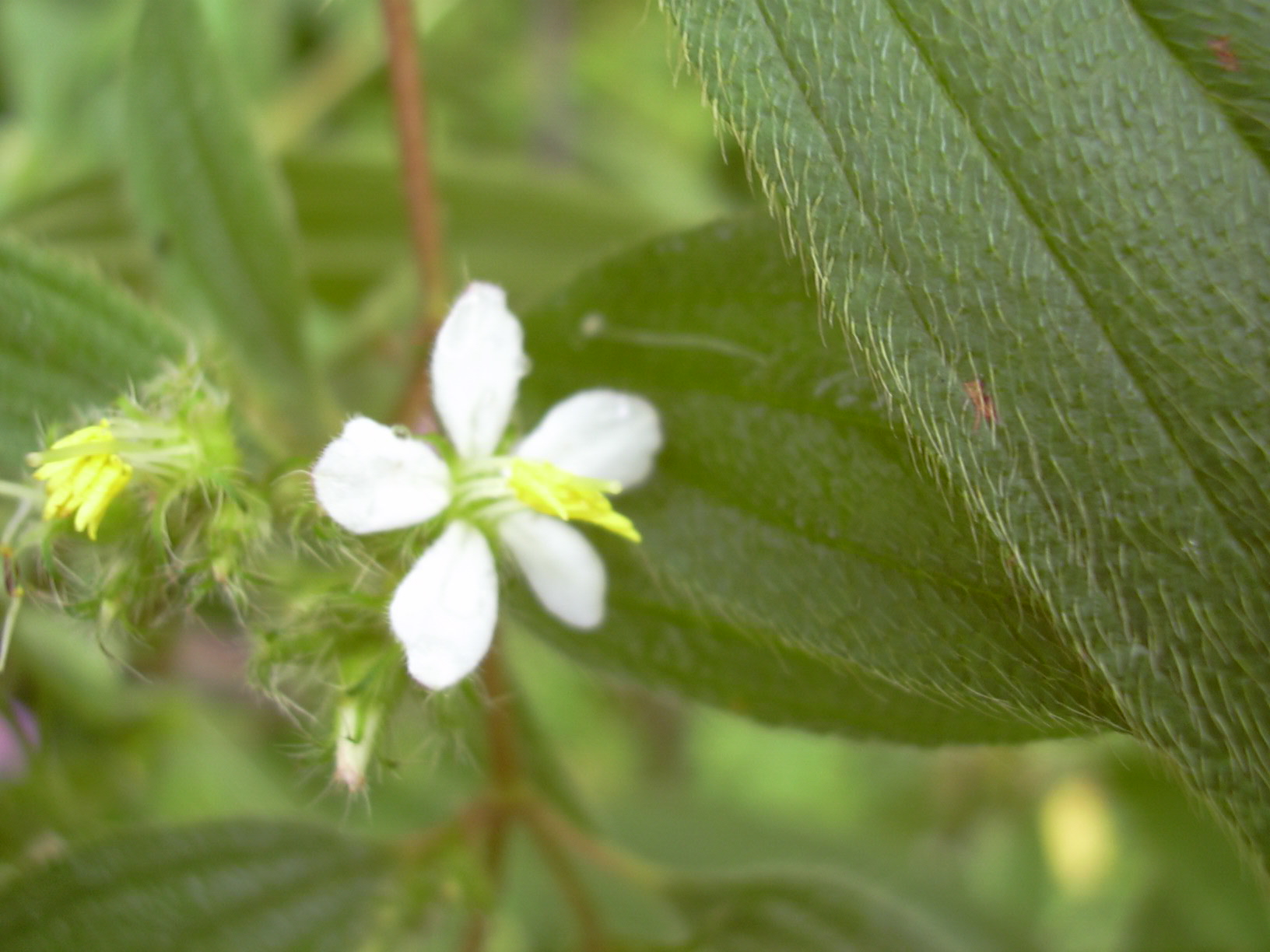
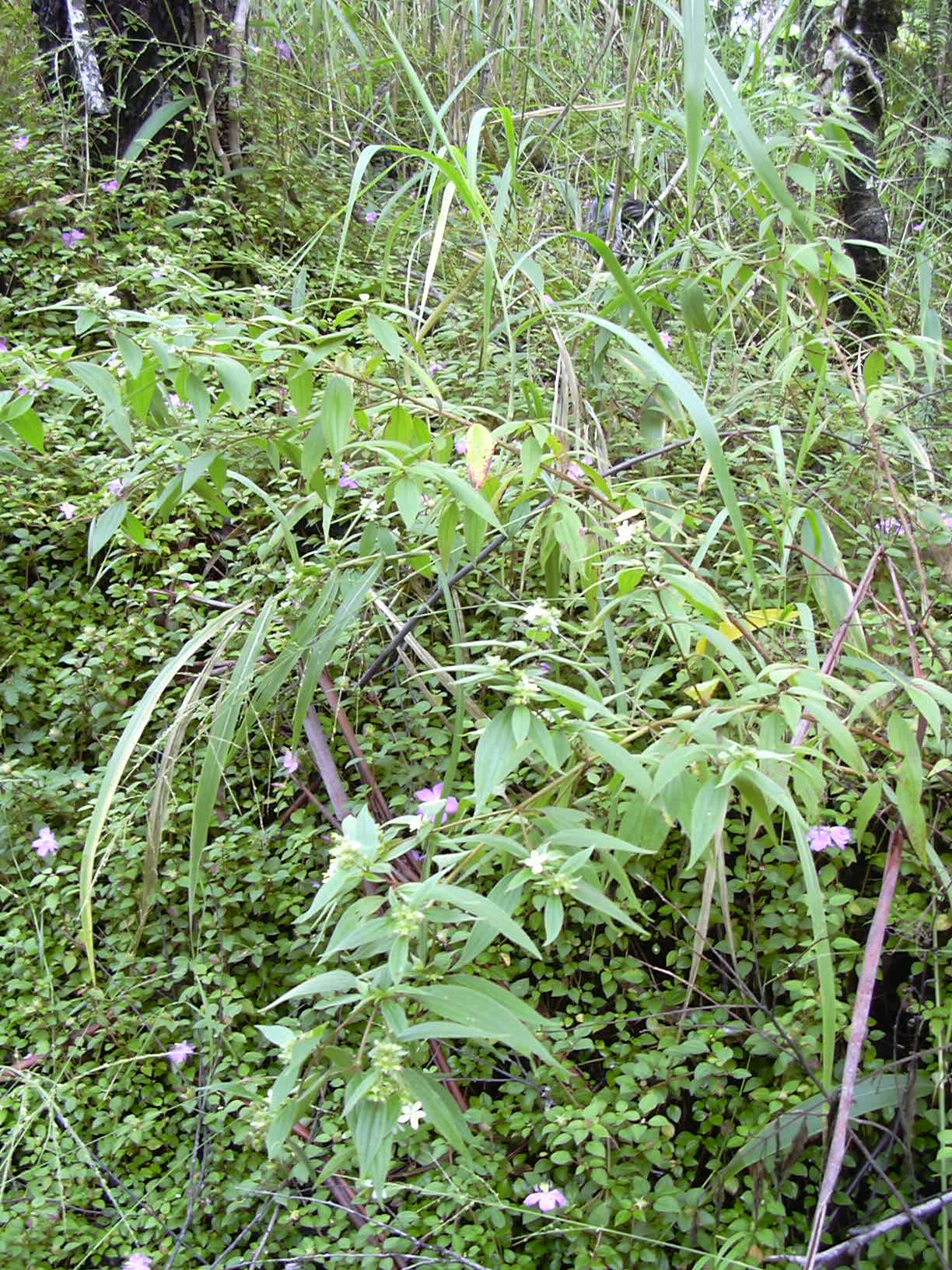